# 디오도토스 트리폰
디오도토스 트리폰(Διόδοτος, ? ~ 기원전 138년)은 헬레니스틱 셀레우코스 제국의 왕이었다. 군대의 장군으로서 그는 알렉산드로스 1세 발라스가 안티옥에서 죽은 후 그의 유아 아들 안티오코스 4세 디오니수스의 청구권을 행사하였다. 기원전 142년 그는 어린이를 폐위하고 스스로 코엘레-시리아의 권력을 장악하였는데, 그곳에서 데메트리오스 2세 니카토르는 그의 유대인에 대한 압박적인 다룸 때문에 인기가 없었다.
기원전 138년 디오도토스는 그의 책임이 병 때문에 줄어들었고 수술이 필요하다고 주장하였는데 그러던 중에 사망하였다.
| 전임 안티오코스 6세 | 제14대 셀레우코스 왕 기원전 140년 - 기원전 138년 | 후임 안티오코스 7세 |

## 같이 보기
- 폴리비오스
- 스트라본
- 플라비우스 요세푸스
- 아피아노스
- 유니아누스 유스티누스
- 디오도로스 시켈로스